# Long Khánh (tỉnh)
Long Khánh là một tỉnh cũ của Việt Nam Cộng hòa.

## Địa lý
Tỉnh Long Khánh có vị trí địa lý:
- Phía đông giáp tỉnh Bình Tuy và tỉnh Lâm Đồng
- Phía tây giáp tỉnh Biên Hòa và tỉnh Bình Dương
- Phía nam giáp tỉnh Phước Tuy
- Phía bắc giáp tỉnh Phước Long.

Tỉnh Long Khánh có diện tích 3.457 km². Tỉnh lỵ đặt tại thị xã Xuân Lộc.
| Dân số tỉnh Long Khánh năm 1967 | Dân số tỉnh Long Khánh năm 1967 |
| Quận                            | Dân số                          |
| ------------------------------- | ------------------------------- |
| Định Quán                       | 11.798                          |
| Kiệm Tân                        | 44.963                          |
| Xuân Lộc                        | 54.083                          |
| Tổng số                         | 110.844                         |

Dân cư đông nhất là người Kinh, còn lại là một số dân tộc gốc Khmer, Chàm và các sắc tộc Tày, Nùng, Thái, Dao, Mạ... Tôn giáo chính là đạo Phật, Công giáo, thờ ông bà...
Vùng Gia Kiệm là nơi sinh sống của nhiều người Công giáo miền Bắc di cư vào Nam năm 1954.

### Địa hình
Tỉnh có nhiều núi và rừng rậm, đất đỏ xám. Hầu hết là núi thấp có rừng bao phủ như: núi Chứa Chan (còn gọi là núi Gia Lào) lớn nhất, cao 838 mét; núi Cam Tiên cao 441 mét, núi Bé Bạc cao 319 mét, núi Đồng Bác cao 236 mét, núi Gia cao 225 mét, núi Tràn cao 209 mét, núi Hok cao 157 mét; dãy núi Mây Tào cao 716 mét nằm tại ngã ba ranh giới với Phước Tuy và Bình Tuy.
Sông chính của tỉnh là sông Đồng Nai, chảy dọc tỉnh theo hướng tây-nam. Các sông khác là sông La Ngà, sông Vong, sông Lục, sông Gia Ớt, suối Tâm Bung.

### Khí hậu
Tỉnh có khí hậu nhiệt đới, nóng ẩm, với hai mùa: mùa khô từ tháng 11 đến tháng 4, mùa mưa từ tháng 5 đến tháng 10. Tháng 12 thỉnh thoảng có sương lạnh.

## Lịch sử
Ngày 22 tháng 10 năm 1956, Tổng thống Việt Nam Cộng hòa Ngô Đình Diệm ban hành Sắc lệnh số 143-NV về việc thành lập tỉnh Long Khánh trên cơ sở một phần của tỉnh Biên Hòa.
Năm 1957, quận Định Quán có 2 tổng: Bình Tuy và Tà Lài với 21 làng. 
Ngày 24 tháng 4 năm 1957, Bộ Nội vụ ban hành Nghị định số 131-BNV/HC/NĐ về việc ấn định các đơn vị hành chính tỉnh Long Khánh có 2 quận, 3 tổng, 32 xã:
- Quận Xuân Lộc có 1 tổng: Bình Lâm Thượng. Quận lỵ: Xuân Lộc.
- Quận Định Quán có 2 tổng: Ta Lai, Bình Tuy. Quận lỵ: Định Quán.

Ngày 23 tháng 1 năm 1959, Tổng thống Việt Nam Cộng hòa ban hành Sắc lệnh số 25-NV 
về việc thành lập tỉnh Phước Thành trên cơ sở quận Tân Uyên, tỉnh Biên Hòa và phần đất của các tỉnh Bình Dương, Phước Long, Long Khánh (vùng Tà Lài tách khỏi tỉnh Long Khánh để nhập vào tỉnh Phước Thành).
Tỉnh Long Khánh còn lại 2 quận, 2 tổng, 16 xã.
Năm 1960, quận Định Quán có 3 xã: Định Quán, Đồng Hiệp, Phương Thọ.
Ngày 28 tháng 4 năm 1967, thành lập thêm quận Kiệm Tân tách ra từ quận Xuân Lộc với quận lỵ ở Dốc Mơ (xã Gia Tân).
Tỉnh Long Khánh có 4 quận: Xuân Lộc, Định Quán, Kiệm Tân, Bình Khánh.
- Quận Xuân Lộc có 9 xã: Hiếu Kỉnh, Xuân Lộc, An Lộc, Tân Lập, Thới Giao, Cẩm Mĩ, Cẩm Tâm, Dầu Giây, Hưng Lộc.
- Quận Định Quán có 4 xã: Định Quán, Đồng Hiệp, Phương Thọ, Chánh Hưng.
- Quận Kiệm Tân có 5 xã: Gia Kiệm, Gia Tân, Bình Lộc, Bình Hòa, Bến Nôm.
- Quận Bình Khánh có 3 xã: Gia Ray, Đồng Tâm, Xuân An.

Tháng 5 năm 1971, hợp nhất huyện Định Quán và huyện Xuân Lộc thuộc phân khu Bà Rịa.
Ngày 13 tháng 10 năm 1973, Trung ương Cục miền Nam ban hành Quyết định về việc thành lập tỉnh căn cứ Tân Phú trên cơ sở một phần của các tỉnh Biên Hòa, Thủ Dầu Một, Long Khánh.
Tỉnh căn cứ Tân Phú có 3 huyện: Bắc Tân Uyên, Phú Giáo, Độc Lập.
Tháng 11 năm 1974, Trung ương Cục miền Nam thành lập tỉnh Tân Phú trên cơ sở 2 huyện: Định Quán, Độc Lập của tỉnh căn cứ Tân Phú.
Sau ngày 30 tháng 4 năm 1975, tỉnh Long Khánh giải thể, nhập với 2 tỉnh Biên Hòa và Phước Tuy thành tỉnh Đồng Nai mới (tuy nhiên, đến năm 1991, địa bàn tỉnh Phước Tuy cũ lại được tách ra để thành lập tỉnh Bà Rịa – Vũng Tàu).
Ngày 20 tháng 9 năm 1975, Bộ Chính trị ban hành Nghị quyết số 245-NQ/TW về việc hợp nhất tỉnh Bà Rịa, tỉnh Biên Hòa, tỉnh Bình Tuy, tỉnh Long Khánh, huyện Định Quán của tỉnh Tân Phú và 2 huyện Tân Uyên, Dĩ An của tỉnh Thủ Dầu Một thành một tỉnh, tên gọi tỉnh mới cùng với nơi đặt tỉnh lỵ sẽ do địa phương đề nghị lên.
Ngày 20 tháng 12 năm 1975, Bộ Chính trị ban hành Nghị quyết số 19/NQ về việc hợp nhất tỉnh Bà Rịa (kể cả thành phố Vũng Tàu), tỉnh Biên Hòa (trừ 2 huyện Tân Uyên, Phú Giáo của tỉnh Thủ Dầu Một), tỉnh Long Khánh thành một tỉnh, tên gọi tỉnh mới cùng với nơi đặt tỉnh lỵ sẽ do địa phương đề nghị lên.
Tháng 1 năm 1976, tỉnh Tân Phú trở thành huyện Tân Phú thuộc tỉnh Đồng Nai.
Ngày 24 tháng 2 năm 1976, Chính phủ Cách mạng lâm thời Cộng hòa miền Nam Việt Nam ban hành Nghị định số 3/NQ/1976 về việc hợp nhất tỉnh Bà Rịa, tỉnh Biên Hòa, tỉnh Long Khánh và thành phố Biên Hòa thành một tỉnh, lấy tên là tỉnh Đồng Nai.
Ngày 26 tháng 12 năm 1991, Quốc hội ban hành Nghị quyết về việc thành lập tỉnh Bà Rịa – Vũng Tàu trên cơ sở một phần của tỉnh Đồng Nai (địa bàn tỉnh Phước Tuy cũ).
Địa bàn tỉnh Long Khánh cũ hiện nay tương ứng với thành phố Long Khánh, các huyện Xuân Lộc, Cẩm Mỹ, Thống Nhất, Định Quán, Tân Phú và một phần các huyện Trảng Bom, Vĩnh Cửu cùng thuộc tỉnh Đồng Nai ngày nay.
Hiện nay, địa danh "Long Khánh" chỉ còn được dùng để chỉ thành phố Long Khánh, đơn vị hành chính cấp huyện trực thuộc tỉnh Đồng Nai.

## Kinh tế
Đất Long Khánh phù hợp với các loại cây công nghiệp như: cao su (trồng nhiều cao su nhất ở quận Xuân Lộc). Ngoài ra còn các loại hồ tiêu, cà phê, cây lấy dầu, thuốc lá và mía. Rừng Long Khánh còn cho các loại gỗ như trắc, cẩm lai, căm xe, bằng lăng, trẹ. Thú rừng có nai, sơn dương, gà rừng, chồn, nhím, chim câu, chim đậu ngược. Núi Chứa Chan có trên 2.000 giống cây khác nhau. Ngoài ra, người dân còn trồng các loại hoa màu phụ như đậu phọng, bắp, đậu xanh, đậu đỏ, chuối...
Khoáng sản của Long Khánh có nhiều hầm đá xanh, đá trắng được khai thác cho việc xây dựng đường sá và những hầm cát trắng làm thủy tinh.

## Giao thông
Quốc lộ 1, 20 và liên tỉnh lộ 2, 3 là những đường giao thông quan trọng, nối Long Khánh với các tỉnh khác. Sân bay đặt tại Bến Nôm.